# Riesz representationssats
Riesz representationssats, även kallad Riesz-Frechéts representationssats efter oberoende arbeten av Frigyes Riesz och Maurice René Frechét, är ett samlingsnamn för ett antal satser inom funktionalanalysen. Det satserna har gemensamt är att de beskriver hur dualrummet för något normerat vektorrum kan representeras som ett visst Banachrum. Givet ett normerat vektorrum V ger Riesz representationssats en isometrisk isomorfism från {\displaystyle V^{*}} till X, där X är något annat Banachrum. 

## Riesz representationssats (funktionaler på Hilbertrum)
Varje begränsad linjär funktional (f) på ett Hilbertrum (H) kan representeras i term av Hilbertrummets inre produkt:
{\displaystyle \exists !\,x_{f}\in H,\quad \forall x\in H,\qquad f(x)=\langle x,x_{f}\rangle .}
Det unika elementet {\displaystyle x_{f}} benämns funktionalens representant i Hilbertrummet och har en norm som sammanfaller med normen av funktionalen:
{\displaystyle \Vert x_{f}\Vert =\Vert f\Vert .}

### Diskussion
Om Hilbertrummet innehåller ett element (z) som representerar den linjära funktionalen via rummets inre produkt, så som Riesz representationssats föreskriver, vilka egenskaper har detta element? 
- För det första kan det inte vara lika med noll-elementet, eftersom funktionalen då måste vara lika med noll-funktionalen:

{\displaystyle z=0\quad \Longrightarrow \quad \forall \,x\in H\quad \langle x,z\rangle =0\quad \Longrightarrow \quad \forall \,x\in H\quad f(x)=0\quad \Longrightarrow \quad f=0.}
- För det andra, om x är ett element i funktionalens nollrum är z ortogonalt mot detta element; det vill säga att z är ett element i det ortogonala komplementet till funktionalens nollrum.

Det är därför av intresse att studera funktionalens nollrum, i sökande efter det speciella elementet {\displaystyle x_{f}} i nollrummets ortogonala komplement. 

### Bevis av Riesz representationssats

#### Det finns representanter
Nollrummet till en funktional (f) på ett Hilbertrum (H) är en mängd som består av alla de element i Hilbertrummet som avbildas på det komplexa talet noll:
{\displaystyle N_{f}=\{x\in H:f(x)=0\};}
antingen är detta en äkta delmängd av Hilbertrummet, eller så är det lika med hela Hilbertrummet:
{\displaystyle N_{f}\subset H\qquad eller\qquad N_{f}=H.}
Om nollrummet är lika med hela Hilbertrummet avbildas varje element i det på talet noll; funktionalen har därför samma effekt på Hilbertrummets element som den inre produkten med avseende på Hilbertrummets noll-element har: 
{\displaystyle N_{f}=H\quad \Longrightarrow \quad \forall \,x\in H,\quad f(x)=0=\langle x,0\rangle ;}
det speciella elementet är i detta fall Hilbertrummets noll-element:
{\displaystyle x_{f}=0.\,}
Om nollrummet är lika med en äkta delmängd av Hilbertrummet innehåller Hilbertrummet minst ett element (w) som inte avbildas på det komplexa talet noll:
{\displaystyle N_{f}\subset H\quad \Longrightarrow \quad \exists \,w\in H\quad f(w)\neq 0.}
Det faktum att funktionalen är linjär gör att dess nollrum är ett underrum till Hilbertrummet; det faktum att funktionalen är begränsad gör att den är kontinuerlig, vilket i sin tur medför att nollrummet är en sluten delmängd av Hilbertrummet. Satsen "Ortogonal projektion i Hilbertrum" säger att om ett Hilbertrum innehåller ett slutet underrum så kan Hilbertrummet skrivas som en direkt summa av detta underum och dess ortogonala komplement. Eftersom nollrummet är ett slutet underrum till Hilbertrummet kan det hävdas att varje element i Hilbertrummet antingen ligger i nollrummet eller i dess ortogonala komplement; därför ligger det speciella elementet w i nollrummets ortogonala komplement. Med hjälp av detta element bildas en avbildning som associerar element i Hilbertrummet med varandra: 
{\displaystyle Tx=f(x)w-f(w)x,\qquad x\in H.}
Värdemängden för denna avbildning är lika med nollrummet {\displaystyle N_{f}}, vilket följande beräkning visar: 
{\displaystyle f(Tx)=f(x)f(w)-f(w)f(x)=0,\qquad x\in H.}
Det speciella elementet w ligger i nollrummets ortogonala komplement, vilket innebär att varje inre produkt mellan w och Tx är lika med noll:
{\displaystyle \langle w,Tx\rangle =0,\qquad x\in H.}
Detta ger en ekvation som innehåller det komplexa talet f(x) och den inre produkten mellan elementen w och x: 
{\displaystyle 0=(w,Tx)=(w,f(x)w)-(w,f(w)x)=f(x)(w,w)-f(w)(w,x)=f(x)\Vert w\Vert ^{2}-f(w)(w,x),\qquad x\in H.}
Ur denna ekvation kan f(x) lösas ut för att få en representation av det som en inre produkt: 
{\displaystyle f(x)={\frac {f(w)}{\Vert w\Vert ^{2}}}\,\langle w,x\rangle =\left\langle {\frac {f(w)}{\Vert w\Vert ^{2}}}\,w,x\right\rangle =\left\langle x,{\frac {\overline {f(w)}}{\Vert w\Vert ^{2}}}\,w\right\rangle =\langle x,z\rangle ,\qquad z={\frac {\overline {f(w)}}{\Vert w\Vert ^{2}}}\,w.}
Härmed är visat att Hilbertrummet innehåller ett element ({\displaystyle \exists \,z\in H}) som är sådant att varje komplext tal f(x) kan skrivas som den inre produkten mellan x och z: 
{\displaystyle \exists \,z\in H,\quad \forall \,x\in H\qquad f(x)=\langle x,z\rangle .}
Det återstår att visa att Hilbertrummet innehåller ett enda sådant element ({\displaystyle \exists !\,z\in H}) som representerar funktionalen f – vilket därför förtjänar en beteckning som indikerar detta, exempelvis {\displaystyle x_{f}} – och att normen av detta element sammanfaller med normen av funktionalen:
{\displaystyle \exists !\,x_{f}\in H,\quad \forall \,x\in H,\qquad f(x)=\langle x,x_{f}\rangle \qquad och\qquad \Vert x_{f}\Vert =\Vert f\Vert .}

#### Det finns endast en representant
Anta att det finns två eller fler element liknande z, nedan visar att detta leder fram till en motsägelse. 
Låt därför u och v vara två element i Hilbertrummet, som båda representerar samma begränsade linjära funktional f:
{\displaystyle \exists \,u,v\in H,\quad \forall \,x\in H,\qquad \langle x,u\rangle =f(x)=\langle x,v\rangle .}
På grund av att den inre produkten är linjär, kan slutsatsen dras att den inre produkten mellan det godtyckliga elementet x och det speciella elementet {\displaystyle u-v} är lika med noll:
{\displaystyle \forall \,x\in H,\qquad \langle x,u-v\rangle =0.}
Om x får vara differensen {\displaystyle u-v}, så ser vi att normen av {\displaystyle u-v} är lika med noll, vilket endast kan inträffa om {\displaystyle u-v} är lika med Hilbertrummets noll-element:
{\displaystyle x=u-v\quad \Longrightarrow \quad 0=\langle x,u-v\rangle =\langle u-v,u-v\rangle =\Vert u-v\Vert ^{2}\quad \Longrightarrow \quad u-v=0\quad \Longrightarrow \quad u=v.}
Härmed uppstår en motsägelse:
{\displaystyle u=v\qquad och\qquad u\neq v.}
Det var därför fel att anta att det fanns två eller fler speciella element som representerade den begränsade linjära funktionalen f. Härmed är det visat att det bara finns ett speciellt element i Hilbertrummet som representerar funktionalen f, här namngivet {\displaystyle x_{f}} och refererat till som representanten till funktionalen f:
{\displaystyle \exists !\,x_{f}\in H,\quad \forall \,x\in H,\qquad f(x)=\langle x,x_{f}\rangle .}

#### Isometri
Det återstår att bevisa att normen av representanten är lika med normen av funktionalen: 
{\displaystyle \Vert x_{f}\Vert =\Vert f\Vert .}
I det fall då f är noll-funktionalen har det visats att dess representant är Hilbertrummets noll-element; båda dessa objekt har normer som är lika med noll:
{\displaystyle f=0\quad \Longrightarrow \quad \Vert f\Vert =0\qquad och\qquad x_{f}=0\quad \Longrightarrow \quad \Vert x_{f}\Vert =0.}
Därför kan det utgås ifrån att f inte är lika med noll-funktionalen. Då är dess representant inte lika med noll-elementet, vilket innebär att dess norm är ett positivt tal:
{\displaystyle f\neq 0\quad \Longrightarrow \quad x_{f}\neq 0\quad \Longrightarrow \quad 0<\Vert x_{f}\Vert ^{2}=\langle x_{f},x_{f}\rangle =f(x_{f}).}
Det faktum att funktionalen f är begränsad innebär att det finns ett positivt tal (C) som, tillsammans med normen av elementet x, ger en övre begränsning av absolutbeloppet av det komplexa talet f(x):
{\displaystyle \exists \,C>0,\quad \forall \,x\in H,\qquad \vert f(x)\vert \leq C\,\Vert x\Vert .}
Det kan finnas många sådana positiva tal C; det minsta av dessa benämner man normen av funktionalen f och skriver {\displaystyle \Vert f\Vert }:
{\displaystyle \Vert f\Vert =\inf\{C>0:\forall \,x\in H,\,\vert f(x)\vert \leq C\,\Vert x\Vert \}.}
Tillsammans med ovanstående framställning av det positiva talet {\displaystyle f(x_{f})} kan slutsatsen dras att normen av representanten inte är större än normen av funktionalen som den representerar:
{\displaystyle 0<\Vert x_{f}\Vert ^{2}=f(x_{f})=\vert f(x_{f})\vert \leq \Vert f\Vert \,\Vert x_{f}\Vert \quad \Longrightarrow \quad \Vert x_{f}\Vert \leq \Vert f\Vert .}
För att bevisa att en olikhet även åt andra hållet noteras att normen av funktionalen även kan uppfattas som supremum av en viss mängd av positiva tal:
{\displaystyle \Vert f\Vert =\sup _{\Vert x\Vert \neq 0}\,{\frac {\vert f(x)\vert }{\Vert x\Vert }}=\sup _{\Vert x\Vert =1}\,\vert f(x)\vert .}
(Supremum för en mängd av reella tal (C) är den minsta övre begränsningen av talen.)
Tillsammans med Cauchy–Schwarz olikhet kan slutsatsen dras att normen av funktionalen inte är större än normen av dess representant:
{\displaystyle \vert f(x)\vert =\vert \langle x,x_{f}\rangle \vert \leq \{Cauchy-Schwarz\,olikhet\}\leq \Vert x\Vert \,\Vert x_{f}\Vert \quad \Longrightarrow \quad {\frac {\vert f(x)\vert }{\Vert x\Vert }}\leq \Vert x_{f}\Vert ,\qquad \Vert x\Vert \neq 0.}
Normen av funktionalens representant är tydligen en övre begränsning till kvoterna {\displaystyle {\frac {\vert f(x)\vert }{\Vert x\Vert }}}; den måste därför vara större än, eller möjligen lika med, den minsta av alla övre begränsningar till sådana kvoter, det vill säga: 
{\displaystyle \Vert f\Vert =\sup _{\Vert x\Vert \neq 0}\,{\frac {\vert f(x)\vert }{\Vert x\Vert }}\leq \Vert x_{f}\Vert .}
Beräkningarna visar att normen av funktionalen sammanfaller med normen av dess representant:
{\displaystyle \Vert x_{f}\Vert \leq \Vert f\Vert \quad och\quad \Vert f\Vert \leq \Vert x_{f}\Vert \quad \Longrightarrow \quad \Vert f\Vert =\Vert x_{f}\Vert .}
Härmed är beviset av Riesz representationssats fullbordat.

### Konsekvenser
Om H är ett Hilbertrum kan man bunta ihop alla begränsade linjära funktionaler på H till en mängd som man brukar beteckna med symbolen {\displaystyle H^{*}}(läses H-stjärna). Denna mängd kallar man dualrummet till Hilbertrummet H; Riesz representationssats sammanfattas då i en enda ekvation:
{\displaystyle H^{*}=H.\,}
Ett sätt att tolka denna ekvation på är att det finns lika många begränsade linjära funktionaler på ett Hilbertrum som det finns element i Hilbertrummet; ett Hilbertrum har väldigt många element. Riesz representationssats visar att det finns tillräckligt många begränsade linjära funktionaler (åtminstone på Hilbertrum) för att det skall vara meningsfullt att studera dem. 
Man kan fråga sig om det bara är på Hilbertrum som det finns många begränsade linjära funktionaler, eller om det kanske finns många sådana funktionaler på mer generella rum? En av konsekvenserna till den berömda Hahn-Banachs sats säger att det finns väldigt många begränsade linjära funktionaler på Banachrum. Ett Hilbertrum är ett specialfall av ett Banachrum - i allmänhet saknar Banachrum en inre produkt, men när det har en så blir det ett Hilbertrum.

## Riesz representationssats förLp{\displaystyle L^{p}}-rum
Låt trippeln {\displaystyle (\Omega ,{\mathcal {F}},\mu )} vara ett måttrum bestående av en icke-tom mängd ({\displaystyle \Omega }), en sigma-algebra ({\displaystyle {\mathcal {F}}}) bestående av delmängder till {\displaystyle \Omega }, och ett sigma-ändligt mått ({\displaystyle \mu }) på denna mängd. (Ett mått på {\displaystyle \Omega } är sigma-ändligt om {\displaystyle \Omega } kan delas upp i uppräkneligt många bitar som var och en har ett ändligt {\displaystyle \mu }-mått.) Låt vidare p och q vara två konjugerade exponenter, det vill säga två positiva tal som är relaterade till varandra via följande ekvation: 
{\displaystyle {\frac {1}{p}}+{\frac {1}{q}}=1.}
Mängden {\displaystyle L^{p}(\mu )} består av alla komplexvärda funktioner (x) på mängden {\displaystyle \Omega } som är sådana att den p:te potensen av deras absolutbelopp är integrerbara funktioner med avseende på måttet {\displaystyle \mu }:
{\displaystyle x\in L^{p}(\mu )\quad \Longleftrightarrow \quad \int _{t\in \Omega }\vert x(t)\vert ^{p}\,d\mu (t)<\infty ;\qquad (x:\Omega \longrightarrow \mathbb {C} )}
Mer kortfattat: rummet {\displaystyle L^{p}} består av alla p-integrerbara funktioner.

### Satsens lydelse
Om talet p är större än eller lika med talet ett representeras varje begränsad komplex-värd linjär funktional (f) på rummet {\displaystyle L^{p}(\mu )\,} av en unik funktion ({\displaystyle x_{f}}) i rummet {\displaystyle L^{q}(\mu )\,}:
{\displaystyle f(x)=\int _{X}x(t){\overline {x_{f}(t)}}\,d\mu (t),\qquad x\in L^{p}(\mu );}
vidare sammanfaller normen av funktionalen med normen av dess representant:
{\displaystyle \Vert f\Vert =\Vert x_{f}\Vert .}
Symbolen {\displaystyle {\overline {x_{f}(t)}}} betecknar konjugatet av det komplexa talet {\displaystyle x_{f}(t)}:
{\displaystyle x_{f}(t)=a+ib\quad \Longrightarrow \quad {\overline {x_{f}(t)}}=a-ib.}

#### Anmärkning
Om talet p är lika med talet ett, så är dess motsvarande konjugerade exponent q lika med 'talet' oändligheten; Familjen {\displaystyle L^{\infty }(\mu )} består (ungefär) av alla begränsade komplexvärda mätbara funktioner på mängden {\displaystyle \Omega }; mer exakt är {\displaystyle L^{\infty }(\mu )} följande samling av funktioner:
{\displaystyle x\in L^{\infty }(\mu )\quad \Longleftrightarrow \quad \inf\{N\quad :\quad \mu (\{t\in \Omega :\vert x(t)\vert >N\})=0\quad \}\quad <\quad \infty }
Det kan noteras att om den komplexvärda funktionen x på mängden {\displaystyle \Omega } är mätbar kommer mängden {\displaystyle \{t\in \Omega :\vert x(t)\vert >N\}} att vara ett element i sigma-algebran {\displaystyle {\mathcal {F}}} för varje val av det positiva talet N. Det är därför tillåtet att applicera måttet {\displaystyle \mu } på denna mängd.

### Diskussion
- Man kan visa att ett {\displaystyle L^{p}}-rum är ett Hilbertrum om, och endast om, exponenten p är lika med talet två, i vilket fall integralen i representationen ovan utgör en inre produkt på rummet {\displaystyle L^{2}}.
- Uttryckt i termer av dualrum kan satsen sammanfattas av en enda ekvation:

{\displaystyle (L^{p})^{*}=L^{q}.\,}

## Riesz representationssats för positiva linjära funktionaler påCc(X){\displaystyle C_{c}(X)}(Riesz-Markovs sats)
Låt X vara ett lokalt kompakt Hausdorffrum. Med {\displaystyle C_{c}(X)} betecknas mängden av kontinuerliga funktioner med kompakt stöd. Utrustat med normen {\displaystyle ||f||=\sup _{x\in X}|f(x)|} är detta ett normerat vektorrum. Riesz-Markovs sats säger att givet en positiv linjär funktional {\displaystyle \Lambda } på {\displaystyle C_{c}(X)} existerar en σ-algebra S, innehållande Borel {\displaystyle \sigma }-algebran B(X), och ett mått {\displaystyle \mu \,} på S så att 
{\displaystyle \Lambda (f)=\int fd\mu \,}
Måttet {\displaystyle \mu } uppfyller dessutom:
- {\displaystyle \mu (K)<\infty } för alla kompakta {\displaystyle K\subset X}
- {\displaystyle \mu (E)=\inf\{\mu (U):E\subset U,U{\mbox{ open }}\}} för alla {\displaystyle E\in S}
- {\displaystyle \mu (E)=\sup\{\mu (K):K\subset E,U{\mbox{ kompakt }}\}} om E antingen är öppen eller {\displaystyle \mu (E)<\infty },

med andra ord {\displaystyle \mu \,} är ett Radonmått.

## Riesz representationssats förC0(X){\displaystyle C_{0}(X)}
X betecknar fortfarande ett lokalt kompakt Hausdorffrum. Låt {\displaystyle C_{0}(X)} beteckna mängden av kontinuerliga funktioner på X, sådana att, givet ε > 0, så finns en kompakt mängd K, sådan att för alla funktioner {\displaystyle f\in C_{0}(X)}, gäller det att {\displaystyle f(X\setminus K)\subset (-\epsilon ,\epsilon )}. Man kan visa att {\displaystyle C_{0}(X)} är ett Banachrum och att {\displaystyle C_{c}(X)} är tät i {\displaystyle C_{0}(X)}. Låt Λ vara en kontinuerlig linjär funktional på {\displaystyle C_{0}(X)}. Riesz representationssats säger nu att det existerar ett unikt mått med tecken {\displaystyle \mu } på Borel σ-algebran B(X) så att {\displaystyle \Lambda (f)=\int fd\mu }.
Låt {\displaystyle \mu =\mu ^{+}-\mu ^{-}} vara Jordanuppdelningen av {\displaystyle \mu }. Man kan nu visa att mängden av mått med tecken på Borel σ-algebran B(X) bildar ett vektorrum med normen {\displaystyle ||\mu ||=\mu ^{+}(X)+\mu ^{-}(X)}, även kallad den totala variationen av μ. Rummet är även ett Banachrum under denna norm.
Måttet med tecken {\displaystyle \mu } uppfyller nu:
- {\displaystyle |\mu |(X)=\mu ^{+}(X)+\mu ^{-}(X)<\infty }
- {\displaystyle \mu ^{+}(E)=\inf\{\mu ^{+}(U):E\subset U,U{\mbox{ open }}\},\mu ^{-}(E)=\inf\{\mu ^{-}(U):E\subset U,U{\mbox{ open }}\}}
- {\displaystyle \mu ^{+}(E)=\sup\{\mu ^{+}(K):K\subset E,U{\mbox{ kompakt }}\},\mu ^{-}(E)=\sup\{\mu ^{-}(K):K\subset E,U{\mbox{ kompakt }}\}}
- {\displaystyle ||\Lambda ||=|\mu |(X)=\mu ^{+}(X)+\mu ^{-}(X)=||\mu ||\,}